# مات غودوين
مات غودوين (بالإنجليزية: Matt Goodwin)‏ هو لاعب دوري الرغبي أسترالي، ولد في 19 أكتوبر 1960.